# Orcutt
Orcutt est une census-designated place située dans le comté de Santa Barbara, dans l’État de Californie, aux États-Unis. Sa population s’élevait à 35 262 habitants lors du recensement de 2010.
Orcutt n’est pas incorporée.

## Source
- (en) Cet article est partiellement ou en totalité issu de l’article de Wikipédia en anglais intitulé « Orcutt, California » (voir la liste des auteurs).